# سیارک ۱۴۰۶۲۸
سیارک ۱۴۰۶۲۸ (به انگلیسی: 140628 Klaipeda، نامگذاری:2001UM14) صد و چهل هزار و ششصد و بیست و هشتمین سیارک کشف شده‌است که در ۲۰ اکتبر ۲۰۰۱ کشف شد.